# Zemský okres Bad Dürkheim
Zemský okres Bad Dürkheim (německy Landkreis Bad Dürkheim) je zemský okres v německé spolkové zemi Porýní-Falc. Sídlem správy zemského okresu je město Bad Dürkheim. Má přibližně 133 tisíc obyvatel. 

## Města a obce
Města:
1. Bad Dürkheim
2. Deidesheim
3. Freinsheim
4. Grünstadt
5. Lambrecht (Pfalz)
6. Wachenheim an der Weinstraße

Obce:
1. Altleiningen
2. Battenberg (Pfalz)
3. Bissersheim
4. Bobenheim am Berg
5. Bockenheim an der Weinstraße
6. Carlsberg
7. Dackenheim
8. Dirmstein
9. Ebertsheim
10. Ellerstadt
11. Elmstein
12. Erpolzheim
13. Esthal
14. Forst an der Weinstraße
15. Frankeneck
16. Friedelsheim
17. Gerolsheim
18. Gönnheim
19. Großkarlbach
20. Haßloch
21. Herxheim am Berg
22. Hettenleidelheim
23. Kallstadt
24. Kindenheim
25. Kirchheim an der Weinstraße
26. Kleinkarlbach
27. Laumersheim
28. Lindenberg
29. Meckenheim
30. Mertesheim
31. Neidenfels
32. Neuleiningen
33. Niederkirchen bei Deidesheim
34. Obersülzen
35. Obrigheim (Pfalz)
36. Quirnheim
37. Ruppertsberg
38. Tiefenthal
39. Wattenheim
40. Weidenthal
41. Weisenheim am Berg
42. Weisenheim am Sand